# Élections territoriales gabonaises de 1957
Les élections territoriales gabonaises de 1957 se déroulent le 31 mars 1957 afin de pourvoir les 40 membres de l'Assemblée territoriale du Gabon, alors territoire d’outre-mer de l’Union française. Les élections ont lieu pour la première fois au suffrage universel direct par application de la Loi-cadre Defferre. Il s'agit également des dernières législatives organisée sous la tutelle française avant l'indépendance du pays le 17 août 1960.
Les élections voient arriver en tête l'Union démocratique et sociale gabonaise (UDSG), qui remporte 14 sièges sur 40, suivi du Bloc démocratique gabonais (BDG) et de l'Entente-Défense des intérêts gabonais (E-DIG) avec chacun 8 sièges, suivie de autres partis. Bien qu'arrivés après l'UDSG, le BDG et l'entente parviennent à former une coalition avec cinq autres députés. Léon Mba (BDG) devient ainsi Président du conseil,.

## Résultats
|                           |                                                |         |       |        |               |  |  |  |  |
| Partis                    | Partis                                         | Votes   | %     | Sièges | +/-           |  |  |  |  |
|                           | Union démocratique et sociale gabonaise (UDSG) | 29 963  | 39,92 | 14     | en stagnation |  |  |  |  |
|                           | Bloc démocratique gabonais (BDG)               | 16 699  | 22,25 | 8      | Nv            |  |  |  |  |
|                           | Union, Travail, Progrès (UTP)                  | 10 452  | 13,93 | 4      | Nv            |  |  |  |  |
|                           | Entente-Défense des intérêts gabonais (E-DIG)  | 10 299  | 13,72 | 8      | Nv            |  |  |  |  |
|                           | Liste François Meye (LFM)                      | 4 335   | 5,76  | 3      | Nv            |  |  |  |  |
|                           | Planteurs indépendants (PI)                    | 3 307   | 4,41  | 3      | Nv            |  |  |  |  |
|                           |                                                |         |       |        |               |  |  |  |  |
| Suffrages exprimés        | Suffrages exprimés                             | 75 055  | 62,59 |        |               |  |  |  |  |
| Votes blancs et invalides | Votes blancs et invalides                      | 44 861  | 37,41 |        |               |  |  |  |  |
| Total                     | Total                                          | 119 916 | 100   | 40     | 16            |  |  |  |  |
| Abstentions               | Abstentions                                    | 122 142 | 50,46 |        |               |  |  |  |  |
| Inscrits / participation  | Inscrits / participation                       | 242 058 | 49,54 |        |               |  |  |  |  |